# Калу Уче
Калу Уче (англ. Kalu Uche; нар. 15 листопада 1982, Аба) — нігерійський футболіст, півзахисник «Альмерія» та в минулому, збірної Нігерії. Має молодшого брата Ікечукву, який теж є гравцем національної збірної Нігерії.

## Біографія

### Клуб
Розпочинав грати у футбол на батьківщині у клубах «Еньїмба» та «Івуаньянву Нейшнл». У 18 років вирушив до другої команди каталонського «Еспаньйола», де, не затримавшись, вирушив виступати за краківську «Віслу». Потрапив у дисциплінарний скандал, після чого непогано відіграв в оренді в «Бордо», а 2005 року перейшов до «Альмерії», що виступала на той момент в Сегунді. Ставши одним із ключових гравців команди, допоміг їй вперше в історії вийти в Прімеру. Загалом провів у цій команді 6 сезонів.
Влітку 2011 перебрався до Швейцарії, де уклав контракт з клубом «Ксамакс». Провівши лише пів року у «Ксамаксі», на початку 2012 року повернувся до Іспанії, де приєднався до команди відомого йому за першими роками професійної кар'єри «Еспаньйола».
У сезони 2012/13 грав за турецьку «Касимпашу», після чого вирушив до Катару, де грав за клуби «Аль-Джаїш»та «Аль-Райян».
На початку 2015 року повернувся до Іспанії, ставши гравцем «Леванте», але у вересні того ж року вирушив до Індії, де до кінця року захищав кольори клубу «Пуна Сіті» з місцевої Суперліги.
7 січня 2016 року повернувся в «Альмерії», яка на той момент виступала у Сегунді.

### Збірна
У збірній дебютував 21 червня 2003 року в матчі кваліфакаціі на Кубок африканських націй 2004 проти збірної Анголи, де відразу відзначився голом. Проте в фінальній частині зіграв лише на Кубку африканських націй 2010. Влітку 2010 року був основним гравцем збірної на Чемпіонаті світу 2010, зігравши всі три матчі і забив 2 м'ячі.
Всього у складі національної збірної провів 36 матчів, забивши 5 голів.

## Ігрові дані
Атакувальний півзахисник, здатний також зіграти на позиції другого форварда. У Нігерії частіше грає трохи глибше, нерідко опиняючись одним з найкорисніших гравців на футбольному полі.

## Досягнення
- Володар Суперкубка Польщі: 2001
- Володар Кубка Екстракласи: 2001
- Володар Кубка Польщі: 2002, 2003
- Чемпіон Польщі: 2003, 2004
- Віцечемпіон Сегунди: 2007
- Бронзовий призер Кубка африканських націй: 2010